# Mondariz-Balneario
Mondariz-Balneario egy község Spanyolországban, Pontevedra tartományban. Mondariz-Balneario Ponteareas és Mondariz községekkel határos. Lakosainak száma 711 fő (2024).

## Népesség
A település népessége az elmúlt években az alábbi módon változott:
| Lakosok száma | 659  | 704  | 755  | 726  | 690  | 682  | 627  | 644  | 680  | 711  |
|               | 2001 | 2004 | 2007 | 2009 | 2012 | 2014 | 2017 | 2019 | 2022 | 2024 |